# Trono Ducale

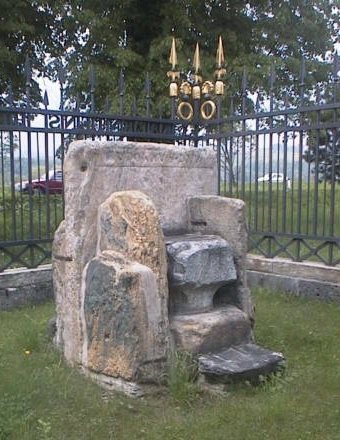
La parte occidentale della Sedia del duca

Il Trono Ducale, noto anche come Sedia Ducale (in tedesco Herzogstuhl, in sloveno vojvodski prestol  o vojvodski stol), è un trono medievale in pietra risalente al IX secolo e situata nella pianura di Zollfeld vicino a Maria Saal (in sloveno Gospa Sveta ) a nord di Klagenfurt (in sloveno Celovec ) nello stato austriaco della Carinzia (in sloveno Koroška). 

## Storia
La Sedia Ducale, composta principalmente da lapidi romane della vicina Virunum, è in realtà costituita da due sedili in pietra, i cui schienali sono collegati l'uno all'altro: il sedile più grande, rivolto verso est, era riservato ai duchi, l'altro, leggermente più vecchio e rivolto verso ovest, per i conti palatini della dinastia Meinhardiner. 

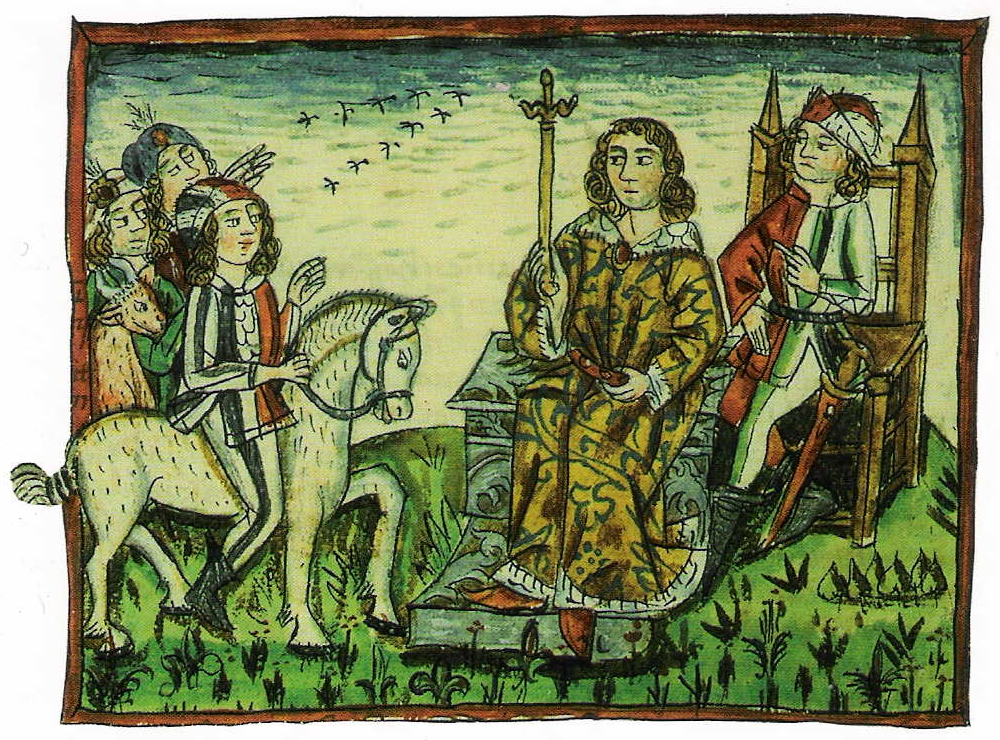
Raffigurazione di Leopoldo di Wien, Österreichische Chronik von den 95 Herrschaften, XIV secolo

Assieme alla Pietra del Principe, ebbe una parte importante nel rito d'insediamento dei duchi di Carinzia, con una cerimonia che potrebbe risalire al principato alto-medievale della Carantania. Il trono fu menzionata per la prima volta come sedes Karinthani ducatus in occasione dell'insediamento del duca Ermanno II di Spanheim nel 1161. Qui il duca appena insediato dovette prestare giuramento in tedesco e riceveva l'omaggio degli ordini. Era l'ultima parte di una serie di rituali che consistevano nell'insediamento ducale sulla Pietra del Principe (eseguita in sloveno) e in una messa che si teneva nella chiesa di Maria Saal. 

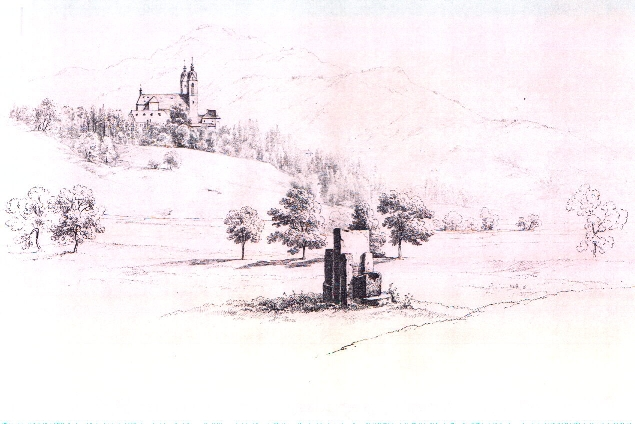
Disegno del 1860 della "Sedia del duca" con sullo sfondo la cattedrale di Maria Saal

L'ultimo insediamento ebbe luogo nel 1651, sebbene il duca Ferdinando d'Asburgo, figlio dell'imperatore Ferdinando III, non prese parte di persona, ma fu rappresentato da un deputato personale.